# 1969 en Suisse
Chronologie de la Suisse
- 1965
- 1966
- 1967
- 1968
- 1969
- 1970
- 1971
- 1972
- 1973

Chronologie de la Suisse
1968 en Suisse - 1969 en Suisse - 1970 en Suisse

## Gouvernement au1erjanvier 1969
- Conseil fédéral[1]:
  - Ludwig von Moos PDC, président de la Confédération
  - Hans Peter Tschudi PSS, vice-président de la Confédération
  - Willy Spühler PSS,
  - Roger Bonvin PDC,
  - Hans Schaffner PRD
  - Nello Celio PRD
  - Rudolf Gnägi UDC

## Évènements

### Janvier
Mercredi 1er janvier 
- L'Ecole polytechnique de l'Université de Lausanne (EPUL) devient l’École polytechnique fédérale de Lausanne (EPFL).
- Entrée en vigueur de la loi fédérale sur l'amnistie fiscale générale.

 Dimanche 12 janvier 
- La Télévision suisse romande propose pour la première fois un débat à l’heure du repas dominical sous le nom de Table ouverte.

 Mercredi 15 janvier 
- Décès à Bâle, à l’âge de 78 ans, du photographe Robert Spreng.

 Mardi 21 janvier 
- Une grave avarie entraîne l’arrêt définitif de la Centrale nucléaire de Lucens VD) après neuf mois de fonctionnement.

 Vendredi 24 janvier 
- La Télévision suisse alémanique diffuse pour la première fois l’émission Aktenzeichen XY - ungelöst, coproduite avec des chaînes ouest-allemande et autrichienne dans le but de lancer des appels à la collaboration des téléspectateurs pour retrouver des détenus qui se sont évadés, ainsi que les auteurs ou les témoins d'actes crapuleux.

 Dimanche 26 janvier 
- Election complémentaire dans le Canton de Vaud. Pierre Aubert (PSS) est élu au Conseil d’Etat lors du 1er tour de scrutin.

 Vendredi 31 janvier 
- Attentat à l’explosif contre l’hôtel de ville de Zurich.

### Février
Mardi 4 février 
- Pour la deuxième fois de son histoire, le HC La Chaux-de-Fonds devient champion de Suisse de hockey-sur-glace.

 Dimanche 9 février 
- Décès à New York, à l’âge de 72 ans, de l’architecte William Lescaze.

 Jeudi 13 février 
- Interview de Georges Pompidou à la Télévision suisse romande, à laquelle il déclare : J'aurai peut-être, si Dieu le veut, un destin national.

 Mardi 18 février 
- Quatre terroristes palestiniens attaquent un Boeing 727 d’El Al à l’Aéroport de Zurich. L’un d’eux est tué par les forces de l’ordre et les trois autres sont arrêtés.

 Jeudi 20 février 
- Décès à Vevey (VD), à l’âge de 85 ans, du chef d’orchestre Ernest Ansermet.

 Samedi 22 février 
- Panne monstre sur le réseau téléphonique de la région de Zurich. 30 000 abonnés sont privés de téléphone, pour certains durant plusieurs jours.

 Mercredi 26 février 
- Décès à Bâle, à l’âge de 86 ans, du philosophe allemand Karl Jaspers.

### Mars
Dimanche 2 mars 
- Élections cantonales en Valais. Antoine Zufferey (PDC), Wolfgang Loretan (PDC), Ernst von Roten (PDC), Guy Genoud (PDC) et Arthur Bender (PRD) sont élus au Conseil d’État lors du 1er tour de scrutin.

 Mardi 11 mars 
- Décès à Lausanne, à l’âge de 93 ans, de l’écrivain et philosophe Edmond Gilliard.

### Avril
Lundi 7 avril 
- Décès à Bâle, à l’âge de 84 ans, du juriste et spécialiste du droit public Max Imboden.
- Une explosion à la fabrique d’explosifs de Dottikon (AG) fait 18 morts.

 Lundi 14 avril 
- À l'hôpital universitaire de Zurich, première transplantation cardiaque en Suisse.

 Vendredi 18 avril 
- Première de l’émission Temps présent à la Télévision suisse romande.

 Dimanche 20 avril 
- Elections cantonales à Neuchâtel. Fritz Bourquin (PSS), Rémy Schläppy (PSS), Carlos Grosjean (PRD), François Jeanneret (PLS) et Jacques Béguin PPN sont élus au Conseil d’Etat lors du 2e tour de scrutin.
- Inauguration de l'Arboretum national du vallon de l'Aubonne (VD).

### Mai
Dimanche 4 mai 
- Election complémentaire à Berne. Ernst Blaser (UDC) est élu au Conseil d’Etat lors du 1er tour de scrutin.

 Jeudi 8 mai 
- Ouverture du Musée Henry Dunant à Heiden (AR).
- Décès à Givrins (VD), à l’âge de 81 ans, de l’historienne Hedwig Anneler.

 Mercredi 21 mai 
- Un squelette de mammouth est mis au jour près du village du Brassus (VD).

 Samedi 31 mai 
- Inauguration du Musée Rousseau à Môtiers (NE).

### Juin
Dimanche 1er juin 
- Votations fédérales. Le peuple rejette, par 341 548 non (65,5 %) contre 179 765 oui (34,5 %), la loi fédérale sur les écoles polytechniques fédérales.

 Dimanche 8 juin 
- Le FC Bâle s’adjuge, pour la troisième fois de son histoire, le titre de champion de Suisse de football.

 Mardi 10 juin 
- Le pape Paul VI est en visite à Genève.

 Dimanche 15 juin 
- Cinq spectateurs de la course automobile Naters-Blatten (VS) perdent la vie après avoir été fauchés par une voiture sortie de la route.

 Jeudi 19 juin 
- Début des Fêtes du Rhône à Sierre (VS).

 Vendredi 20 juin 
- L’Italien Vittorio Adorni remporte le Tour de Suisse cycliste

### Juillet
Mardi 1er juillet 
- Inauguration du planétarium du Musée suisse des transports, à Lucerne.

 Vendredi 18 juillet 
- La police disperse une manifestation d’étudiants et de jeunes à Bâle organisée pour protester contre l’augmentation du prix des transports publics.

### Août
Dimanche 24 août 
- Le chanteur Henri Dès remporte le premier prix du festival de Sopot avec la chanson Maria Consuelo.
- Décès à Genève, à l’âge de 92 ans, du musicien et journaliste Robert-Aloys Mooser.

 Mercredi 27 août 
- Décès à Zurich, à l’âge de 63 ans, de l’actrice, écrivaine et journaliste Erika Mann.

### Septembre
Lundi 1er septembre 
- Mise en service de la Centrale nucléaire de Beznau.

 Vendredi 5 septembre 
- Inauguration du col du Nufenen, qui relie le Tessin au Valais.

 Lundi 8 septembre 
- Décès à Montecatini (Toscane), à l’âge de 63 ans, du romancier Guido Calgari.

 Dimanche 14 septembre 
- Votations fédérales. Le peuple approuve, par 286 282 oui (55,9 %) contre 225 536 non (44,1 %), les dispositions constitutionnelles sur le droit foncier.
- Le corps électoral du canton du Zurich décide d’introduire le droit de vote et d’éligibilité des femmes à l'échelon communal.

 Jeudi 25 septembre 
- Décès à Zurich, à l’âge de 79 ans, du physicien Paul Scherrer.

 Vendredi 26 septembre 
- Décès à Lausanne, à l’âge de 63 ans, du journaliste Samuel Chevallier.

### Octobre
Samedi 4 octobre 
- Décès à Bâle, à l’âge de 87 ans, du journaliste et écrivain Felix Moeschlin.

 Lundi 6 octobre 
- Démission des conseillers fédéraux Hans Schaffner et Willy Spuhler.

 Lundi 13 octobre 
- Publication du Livre de la défense civile par le Conseil fédéral. Il sera distribué par la poste dans tous les ménages et suscitera de nombreuses manifestations des milieux pacifistes.

 Dimanche 19 octobre 
- Le corps électoral du canton du Tessin décide d’introduire le droit de vote et d’éligibilité des femmes sur le plan cantonal.

 Mercredi 22 octobre 
- Collision entre deux trains des chemins-de-fer privés argoviens à la halte de Heinrueti, entre Zufikon et Berikon. L’accident provoque la mort de l’un des deux conducteurs et blesse 36 autres personnes.

 Dimanche 26 octobre 
- Election complémentaire à Saint-Gall. Florian Vetsch (PSS) et Willy Herrmann (PRD) sont élus au Conseil d’Etat lors du 1er tour de scrutin.

 Jeudi 31 octobre 
- Décès à Küsnacht (ZH), à l’âge de 54 ans, du musicien  Hugo Pfister.

### Novembre
Dimanche 16 novembre 
- Elections cantonales à Genève. Gilbert Duboule (PRD), Henri Schmitt (PRD), Willy Donzé (PSS), André Chavanne (PSS), Jean Babel (Parti chrétien-social) et André Ruffieux (Parti chrétien-social) sont élus au Conseil d’Etat lors du 1er tour de scrutin.

 Mercredi 19 novembre 
- Elections cantonales à Genève. François Picot (PLS) est élu tacitement au Conseil d’Etat.

 Lundi 24 novembre 
- Décès à Francfort-sur-le-Main (Allemagne), à l’âge de 75 ans, du chanteur d’opéra Leopold Biberti.

### Décembre
Vendredi 5 décembre 
- Décès à Zoug, à l’âge de 85 ans, de Claude Dornier, constructeur d’avions d’origine allemande.

 Dimanche 7 décembre 
- Les citoyens du demi-canton de Bâle-Campagne se prononcent contre le rattachement au demi-canton voisin de Bâle-Ville.

 Mercredi 10 décembre 
- Election au Conseil fédéral de Ernst Brugger (PRD) et Pierre Graber (PSS).
- L’Organisation internationale du travail, dont le siège est à Genève, reçoit le Prix Nobel de la paix.

 Mardi 16 décembre 
- Apparition, dans le cadre de la Question jurassienne, d’une troisième force avec la création du Mouvement pour l’unité du Jura.